# Pine Forest
Pine Forest är en ort i Orange County i Texas. Vid 2020 års folkräkning hade Pine Forest 499 invånare.